# Wilhelm von Reichenau (Naturforscher)

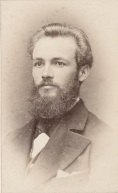
Wilhelm von Reichenau, Aufnahme vor 1877

Wilhelm von Reichenau (* 28. Juli 1847 in Dillenburg; † 3. Februar 1925 in Mainz) war ein deutscher Naturforscher. Er beschäftigte sich als Autodidakt mit Themen der Botanik, Zoologie, Lepidopterologie, Paläontologie und Meteorologie. In seiner Tätigkeit als Bibliothekar war er auch kurzzeitig Leiter der Stadtbibliothek Mainz und später erster Direktor des Naturhistorischen Museums. Sein offizielles botanisches Autorenkürzel lautet „Reichenau“.

## Militärlaufbahn
Von Reichenau wuchs im damaligen Herzogtum Nassau-Dillenburg auf und trat nach seiner Schulzeit den Militärdienst an. Dort begann der die Ausbildung zum Offizier der Preußischen Armee. Er kämpfte im preußisch-österreichischen Krieg und wurde 1869 zum Leutnant im Rheinischen Jäger-Bataillon Nr. 8 befördert. Nach einer Kriegsverletzung im Deutsch-Französischen Krieg 1870/1871 musste er im Rang eines Oberleutnants die Militärlaufbahn aufgeben.

## Berufliche Tätigkeit
Als Privatmann bewirtschaftete er bis 1875 ein Hofgut bei Miesbach in Oberbayern. Während dieser Zeit nahm von Reichenau als Autodidakt naturkundliche Studien über Pflanzen und Tiere vor. Teile seiner Arbeit über Vögel wurden 1874 in die zweite Auflage von Alfred Brehms Tierleben aufgenommen.
1875 siedelte von Reichenau nach Mainz um und trat eine Stelle als Hilfsbibliothekar in der Stadtbibliothek Mainz an. Zeitgleich trat er in die Rheinische Naturforschende Gesellschaft ein. Im November 1877 erhielt von Reichenau die Erlaubnis, an den Nachmittagen den Präparator der Rheinischen Naturforschenden Gesellschaft, Wilhelm Nicolaus, zu unterstützen. Aufgrund der Erkrankung des Leiters der Stadtbibliothek Mainz, Raimund Külb, war von Reichenau von August/September 1878 bis Ende August 1879 interimistischer Bibliothekar und Leiter der Stadtbibliothek Mainz bis zur Wiederbesetzung der Stelle mit Wilhelm Velke.
Nach der Neuregelung der Leitung der Stadtbibliothek Mainz konnte sich von Reichenau ganz den Naturwissenschaften zuwenden. Noch 1879 wurde er der offizielle Präparator der Rheinischen Naturforschenden Gesellschaft. Er baute seine erst seit 1878 bestehenden biologischen Sammlungen aus, wobei er das zur damaligen Zeit nicht übliche Konzept verfolgte, die Tiere und ihre Entwicklung in ihrem natürlichen Umfeld zu zeigen. Diese deshalb Aufsehen erregende Sammlung wurde bereits 1880 in Offenbach ausgezeichnet. Ebenfalls ab 1880 erweiterte von Reichenau seine Studien auch auf die Meteorologie. Für seine Messungen ließ er am Kurfürstlichen Schloss eine Klima-Messstation anbringen und sandte monatliche Meldungen der Messergebnisse an die Zentralstelle für Landesstatistik in Darmstadt sowie nach München.
1898 wurde er Konservator und damit städtischer Beamter in der Sammlung der Rheinischen Naturforschenden Gesellschaft. Am 16. Oktober 1910 entstand aus dieser Sammlung schließlich das Naturhistorische Museum in Mainz, dessen erster Direktor er bis zu seiner krankheitsbedingten Pensionierung 1913 war. 1907 wurde er Ehrendoktor der Philosophischen Fakultät der Ludwigs-Universität Gießen. Anlässlich der Eröffnung des Naturhistorischen Museums verlieh ihm Großherzog Ernst Ludwig von Hessen den Professorentitel.
Wilhelm von Reichenau verstarb 1925 in Gonsenheim bei Mainz. Anlässlich ihres 150-jährigen Jubiläums im Jahr 1984 stiftete die Rheinische Naturforschende Gesellschaft die Wilhelm von Reichenau-Medaille zum Gedenken an ihr berühmtes Mitglied.

## Forschungs- und Publikationstätigkeit
Von Reichenau war ein vielseitig interessierter Naturwissenschaftler. Wichtige Studien umfassten die Flora von Mainz und Umgebung und die Dokumentation der Schmetterlingsfauna des königlichen Regierungsbezirks Wiesbaden in den Jahren 1904 und 1905. Als Paläontologe erforschte er die pleistozänen Mosbacher Sande, die als die bedeutendsten Fossilfundstätten Europas mit Resten von Eiszeittieren gelten. Er war unter anderem Erstbeschreiber des Mosbacher Löwen (1906).

## Werke (Auswahl)
- Die Nester und Eier der Vögel in ihren natürlichen Beziehungen betrachtet: ein Beitrag zur Ornithopsychologie, Ornithophysiologie und zur Kritik der Darwin'schen Theorieen. (= Darwinistische Schriften. Heft 9). Ernst Günther, Leipzig 1880. (Gallica)
- Mainzer Flora: Beschreibung der wilden und eingebürgerten Blütenpflanzen von Mainz bis Bingen und Oppenheim mit Wiesbaden und dem Rheingau nebst dem Walde von Grossgerau. Quasthoff, Mainz 1900.

- Einiges über die Macrolepidopteren unseres Gebietes unter Aufzählung sämtlicher bis jetzt beobachteter Arten, zugleich als Ergänzung von „Die Schuppenflügler (Lepidopteren) des kgl. Reg.-Bezirks Wiesbaden und ihre Entwicklungsgeschichte“ von Dr. Adolf Rössler. Erster Teil: Die Tagfalter, Schwärmer und Spinner. In: Jahrbücher des Nassauischen Vereins fuer Naturkunde. Band 57, Wiesbaden 1904, S. 107–169.
- Einiges über die Macrolepidopteren unseres Gebietes unter Aufzählung sämtlicher bis jetzt beobachteter Arten, zugleich als Ergänzung von „Die Schuppenflügler (Lepidopteren) des kgl. Reg.-Bezirks Wiesbaden und ihre Entwicklungsgeschichte“ von Dr. Adolf Rössler. Zweiter Teil: Die Eulen und Spanner. In: Jahrbücher des Nassauischen Vereins fuer Naturkunde. 58, Wiesbaden 1905, S. 241–294.
- Beiträge zur näheren Kenntnis der Carnivoren aus den Sanden von Mauer und Mosbach. In: Abhandlungen der Großherzoglich Hessischen Geologischen Landesanstalt zu Darmstadt. Band IV, Heft 2, Darmstadt 1906.
- Beiträge zur näheren Kenntnis fossiler Pferde aus deutschem Pleistozän, insbesondere über die Entwicklung und die Abkaustadien des Gebisses vom Hochterrassenpferd (Equus Mosbachensis v.R.). Grossherzoglicher Staatsverlag, Darmstadt 1915.